# Ernst Pasqué
Ernst Heinrich Anton Pasqué (* 3. September 1821 in Köln; † 20. März 1892 in Alsbach an der Bergstraße) war ein deutscher Opernsänger (Bariton), Opernregisseur, Theaterleiter, Schriftsteller und Librettist.

## Leben
Mit kaum 17 Jahren entschloss er sich, seine Stimme ausbilden zu lassen. Auf Veranlassung Daniel-François-Esprit Aubers wurde er am Pariser Konservatorium aufgenommen. Dort war er Schüler des Tenors Louis Antoine Ponchard.
Am 4. Mai 1844 debütierte er als „Jäger“ im Nachtlager in Mainz.
Er kam 1845 als Bariton ans Großherzogliche Hoftheater in Darmstadt. Von 1846 bis 1847 war er in Leipzig tätig, ging danach jedoch wieder nach Darmstadt zurück.
Im Sommer 1855 war er Leiter der Deutschen Oper in Amsterdam, von 1856 bis 1859 Opernregisseur in Weimar.
Nach Erkrankung und dem Verlust seiner Stimme wurde er 1859 in Darmstadt Ökonomieinspektor. Neben musikbezogener Literatur, seinem Hauptwerk „Geschichte der Musik und des Theaters am Hofe zu Darmstadt“, verfasste er auch Erzählungen und das Libretto zu Aberts Oper Astorga.

## Ehrungen
Von Seiten Großherzog Ludwigs III. von Hessen und bei Rhein wurde er mit zwei Auszeichnungen geehrt. Zum einen erhielt er am 7. November 1869 die goldene Verdienstmedaille für Wissenschaft, Kunst, Industrie und Landwirtschaft verliehen. Zum anderen wurde ihm am 1. Januar 1873 das Ritterkreuz I. Klasse des Verdienstordens Philipps des Großmütigen zuerkannt.

## Werke (Auswahl)
Belletristik
- Goldengel von Köln. Eine Erzählung aus französischer Zeit. Mit einem Prolog: Anno 1784. Janke, Berlin 1867. (Digitalisat Band 1), (Band 2), (Band 3), (Band 4)
- Drei Gesellen. Costenoble, Jena 1869. (Digitalisat Band 1), (Band 2), (Band 3), (Band 4)
- Dornröschen. Romantische Oper in drei Acten. Musik Gottfried Linder. Herbert, Darmstadt 1871. (Digitalisat)
- In Paris. Heitere Geschichten aus den Lehrjahren eines Sängers. Behr, Berlin 1872. (Digitalisat Band 1), (Band 2)
- Montroyal. Eine Erzählung von der Mosel. Janke, Berlin 1873. (Digitalisat 1. Band), (2. Band), (3. Band)
- Das Haus zur goldenen Rose. Roman. Janke, Berlin 1874. (Digitalisat Band 1), (Band 2), (Band 3)
- Der Roman eines Mutterherzens. Janke, Berlin 1877. (Digitalisat Ba d 1), (Band 2)
- Aus der Welt der Töne. Erlebnisse eines Mädchen-Quartetts im Haidehause. Onkel Reinholds Erzählungen a.d. Bereich der Oper, des Volksliedes, des Künstlerthums und des Tanzes. 70 Text-Illustrationen und vier Tonbilder. Spamer, Leipzig 1878. (Digitalisat)
- Die Vagabunden. Roman. 3 Bände. Janke, Berlin 1886.
- Die Glocken von Plurs (Engelhorns Allgemeine Romanbibliothek 3.1886/87, Band 14). Engelhorn, Stuttgart 1887 Digitalisat
- Eine Visitenkarte Bismarcks. Erzählungen. Hillger, Berlin 1899.
- Der Karlsberg. Kulturgeschichtlicher Roman in vier Abteilungen. Ries, Homburg 1902

Sachbuch
- Goethe’s Theaterleitung in Weimar. Leipzig 1863. Band 1 – Internet Archive, Band 2 – Internet Archive
- Geschichte der Musik und des Theaters am Hofe zu Darmstadt. Mit Berücksichtigung der diesbezüglichen Hoffeste, der Biografien betheiligter Künstler und im Zusammenhange mit der allgemeinen deutschen Musik- und Theatergeschichte. Wittich, Darmstadt 1853. (Digitalisat)